# Tangara de Piura
Espèce
Le Tangara de Piura (Sphenopsis piurae) est une espèce de passereaux appartenant à la famille des Thraupidae. 

## Répartition
Cet oiseau se trouve en Équateur et au Pérou.

## Systématique
Cette espèce a été séparée du Tangara barbouillé (Sphenopsis melanotis) .